# Motion Picture Funnies Weekly
Motion Picture Funnies Weekly é uma revista em quadrinhos americana de 36 páginas criada em 1939 e projetada para ser um brinde promocional nos cinemas. Embora a ideia não tenha sido bem sucedida, e apenas um punhado de exemplares da edição #1 tenha sido impresso, o periódico é historicamente importante para apresentar o duradouro personagem Namor, o Príncipe Sub-Marino da Marvel Comics, criado pelo roteirista e desenhista Bill Everett.

## Histórico de produção
Motion Picture Funnies Weekly foi produzido por First Funnies, Inc., uma das "empacotadoras" da década de 1930 à 1940 na era de ouro das histórias em quadrinhos americanas que criariam quadrinhos terceirizados sob demanda para editores. A empresa, fundada pelo diretor de arte Lloyd Jacquet da Centaur Publications e mais tarde nomeada Funnies Inc., planejava ser uma editora, com a Motion Picture Funnies Weekly como seu produto inicial. Enquanto os indícios postais dão ao editor como First Funnies, Inc., a contracapa, um anúncio da casa, direciona as partes interessadas a entrar em contato com a Funnies, Inc.
A revista em quadrinhos, com páginas em preto e branco e capa colorida e projetada para ser distribuída para crianças em salas de cinema, nunca foi publicada, embora amostras tenham sido impressas para mostrar donos de salas de cinema. Ou oito ou nove existem amostras (as fontes diferem). Todos, exceto um, foram descobertos na venda da propriedade do falecido Jacquet em 1974. Uma amostra, apelidada de "Pay Copy", contém informações de pagamento por escrito para os vários criadores que contribuíram para o quadrinho. Além disso, foram encontradas folhas de prova para as capas das edições nº2-4.
A descoberta do até então esquecido Motion Picture Funnies Weekly reescreveu uma parte inicial da história dos quadrinhos e causou sensação na época. Marvel Comics, em 1978, descrevendo a criação de seu super-herói Namor, escreveu:

A primeira história do Submarino, com oito páginas, foi escrita, desenhada a lápis, com tinta e letras pelo falecido William Blake "Bill" Everett, para publicação na edição piloto de um pequeno quadrinho de doação livro intitulado Motion Picture Funnies Weekly. Este quadrinho foi o primeiro item produzido pela loja de arte Lloyd V. Jacquet, Funnies, Inc. (então chamada First Funnies, Inc.); a história do Submarino foi datada de abril de 1939. Foi ideia daqueles que operavam a Funnies, Inc. distribuir o Motion Picture Funnies Weekly através dos cinemas para atrair clientes. Aparentemente, os donos dos cinemas pensaram pouco no empreendimento e o projeto não teve sucesso.
A coleção "Comic Books on Microfiche" da Biblioteca McFarlin da Universidade de Tulsa lista Amazing Man Comics nº5 (setembro de 1939) da Centaur Publications, a edição de estreia, continuando a numeração de Motion Picture Funnies Weekly, mas isso não foi confirmado.
Nenhuma cópia foi arquivada na Biblioteca do Congresso.